# Soesilarishius amrishi
Soesilarishius amrishi là một loài nhện trong họ Salticidae.
Loài này thuộc chi Soesilarishius. Soesilarishius amrishi được Makhan miêu tả năm 2007.